# Бокве, Жорж
Жорж Бокве (фр. Georges Bokwé; род. 14 июля 1989, Яунде) — камерунский футболист, вратарь клуба «Мьёндален».

## Биография
Долгое время он играл за студенческие клубы, однако был обнаружен скаутами команды «Котон Спорт». С 2014 года подписал с этим клубом контракт. В 2017 году перешёл в норвежский «Мьёндален».
В 2017 году был вызван в национальную сборную. Был заявлен в состав команды на Кубок африканских наций и Кубок конфедераций. В матчах участия не принимал.